# Почти многоугольник

Плотный почти многоугольник с диаметром d = 2

Почти многоугольник — это геометрия инцидентности, предложенная Эрнестом Е. Шультом и Артуром Янушкой в 1980. Шульт и Янушка показали связь между так называемыми тетраэдрально замкнутыми системами прямых в евклидовых пространствах и классом геометрий точка/прямая, которые они назвали почти многоугольниками. Эти структуры обобщают нотацию обобщённых многоугольников, поскольку любой обобщённый 2n-угольник является почти 2n-угольником определённого вида. Почти многоугольники интенсивно изучались, а связь между ними и двойственными полярными пространствами была показана в 1980-х годах и начале 1990-х. Некоторые спорадические простые группы, например, группа Холла — Янко и группы Матьё, действуют как группы автоморфизмов на почти многоугольниках.

## Определения
Почти 2d-угольники — это структура инцидентности ({\displaystyle P,L,I}), где {\displaystyle P} — множество точек, {\displaystyle L} — множество прямых, а {\displaystyle I\subseteq P\times L} —  отношение инцидентности, такое, что:
- Максимальное расстояние между двумя точками (так называемый диаметр) равен d.
- Для любой точки {\displaystyle x} и любой прямой {\displaystyle L} существуют единственная точка на {\displaystyle L}, ближайшая к {\displaystyle x}.

Заметим, что расстояние измеряется в терминах коллинеарного графа точек, т.е. графа, образованного из точек в качестве вершин, и пара вершин соединена ребром, если они инцидентны одной прямой. 
Мы можем также дать альтернативное определение в терминах теории графов. Почти 2d-угольник — это связный граф конечного диаметра d со свойством, что для любой вершины x и любой максимальной клики M существует единственная вершина x' в M, ближайшая к x. 
Максимальная клика такого графа соответствует прямым в определении структуры инцидентности. 
Почти 0-угольник (d = 0) — это единственная точка, в то время как почти 2-угольник (d = 1) — это просто одна прямая, т.е. полный граф. Почти квадрат (d = 2) — это то же самое, что и (возможно, вырожденный) обобщённый четырёхугольник. Можно показать, что любой обобщённый 2d-угольник является почти 2d-угольником, удовлетворяющим двум дополнительным условиям: 
- Любая точка инцидентна по меньшей мере двум прямым.
- Для любых двух точек x, y на расстоянии i < d существует единственная соседняя точка для y на расстоянии i − 1 от x.

Почти многоугольник называется плотным, если любая прямая инцидентна по меньшей мере трём точкам и если две точки на расстоянии два имеют по меньшей мере две общие соседние точки. Говорят, что многоугольник имеет порядок (s, t), если любая прямая инцидентна в точности s + 1 точкам и любая точка инцидентна в точности t + 1 прямым. Плотные почти многоугольники имеют богатую теорию и некоторые их классы (такие как тонкие плотные почти многоугольники) полностью классифицированы.
Подпространство  X пространства P называется выпуклым, если любая точка на кратчайшем пути между двумя точками из X также содержится в X.

## Примеры
- Все связные двудольные графы являются почти многоугольниками. Фактически, любой почти многоугольник, имеющий в точности две точки на прямую, должен быть связным двудольным графом.
- Все конечные обобщённые многоугольники, за исключением проективных плоскостей.
- Все двойственные полярные пространства[англ.].
- Почти восьмиугольник Холла — Янко, известный также как почти восьмиугольник Коэна — Титса[5], связан с группой Холла — Янко. Он может быть построен путём выбора класса сопряжённости 315 центральных инволюций группы Холла — Янко в качестве точек и трёхэлементных подмножеств {x,y,xy} в качестве прямых, если x и y коммутируют.
- Почти многоугольник M24, связанный с группой Матьё M24 и расширенным двоичным кодом Голея. Восьмиугольник строится из 759 октад (блоков) схемы Витта S(5, 8, 24), соответствующим  кодам Голея, в качестве точек и троек трёх попарно не пересекающихся восьмёрок в качестве прямых[6]
- Возьмём разбиение множества {1, 2,..., 2n+2} на n+1 подмножеств из 2 элементов в качестве точек и n – 1[7] подмножеств из двух элементов и одного подмножества из 4 элементов в качестве прямых. Точка инцидентна прямой тогда и только тогда, когда она (как разбиение) является измельчением прямой. Это даёт нам 2n-угольник с тремя точками на каждой прямой, которые обычно обозначаются как Hn. Полная группа автоморфизмов этого почти многоугольника —  S2n+2[8].

## Правильные почти многоугольники
Конечный почти {\displaystyle 2d}-угольник S называется правильным, если он имеет порядок {\displaystyle (s,t)} и если существуют константы {\displaystyle t_{i},i\in \{1,\ldots ,d\}}, такие, что для любых двух точек {\displaystyle x} и {\displaystyle y} на расстоянии {\displaystyle i} существует в точности {\displaystyle t_{i}+1} прямых, проходящих через {\displaystyle y} и содержащих (обязательно в единственном числе) точек на расстоянии {\displaystyle i-1} от {\displaystyle x}. Оказывается, что правильные почти {\displaystyle 2d}-угольники — это в точности те почти {\displaystyle 2d}-угольники, точечные графы которых являются дистанционно-регулярными графами. Обобщённый {\displaystyle 2d}-угольник порядка  {\displaystyle (s,t)} — это правильный почти {\displaystyle 2d}-угольник с параметрами {\displaystyle t_{1}=0,t_{2}=0,\ldots ,t_{d}=t}